# Citizen Cain
Citizen Cain ist eine britische Progressive-Rock-Band.

## Geschichte
Cyrus (Bass, Gesang) und Gordon Feenie (Schlagzeug, Flöte) gründeten die Band 1982 in London, bald darauf kam Gitarrist Tim Taylor dazu. Der Bandname kommt nicht von dem Film Citizen Kane, sondern von Kain, dem Sohn von Adam und Eva.
In der ersten Zeit gab es viele Konzerte und einige Studioaufnahmen. Der Sound war wegen des fehlenden Keyboarders eher rhythmisch als melodisch. Größere Erfolge stellten sich nicht ein. Nachdem sich Cyrus bei einem Unfall an der Hand verletzt hatte und längere Zeit nicht spielen konnte, löste sich die Band 1988 vorerst auf.
1990 traf Cyrus seinen alten Freund und Gitarristen Frank Kennedy, der mit seinen Freunden Stewart Bell (Schlagzeug, Keyboard) und Dave Elam (Bass) einige Stücke geschrieben hatte. Schlagzeuger Chris Colvin komplettierte das Line-Up, das auch als Citizen Cain MkII bekannt ist.
1991 erschien ein positiv aufgenommenes Demo, ein Jahr später das Debütalbum Serpents in Camouflage beim niederländischen Prog-Label SI. Es folgten Auftritte als Support von Bands wie Pendragon, The Enid und Final Conflict und schließlich weitere Besetzungswechsel: Als Gitarrist kam Alistair MacGregor und brachte den neuen Schlagzeuger Nick Arless mit. Andy Gilmour wurde neuer Bassist. In dieser Besetzung wurde das zweite Album Somewhere But Yesterday eingespielt, das 1994 erschien.
Nach diversen Abgängen wurde das dritte Album zu dritt, das vierte sogar nur zu zweit (Cyrus / Bell) aufgenommen. Dazu kam der Bankrott ihres Labels SI, jedoch fanden sie mit Cyclops recht schnell einen neuen Partner. Zum 2003 erschienenen Playing Dead ergänzte Phil Allen die Band. In dieser Besetzung wurde auch 2012 das vorerst letzte Album Skies Darken veröffentlicht.

## Stil
Der Stil wird dem Retro-Prog, manchmal auch dem Neo-Prog zugeordnet. Der Sound erinnert an Bands wie die frühen Genesis oder Marillion, vor allem weil die Stimme von Cyrus dem Ex-Genesis-Sänger Peter Gabriel sehr ähnelt.

## Diskografie
- 1992: Serpents in Camouflage
- 1994: Somewhere But Yesterday
- 1996: Ghost Dance
- 1997: Raising the Stones
- 2002: Playing Dead
- 2012: Skies Darken